# 12. Armee (Russisches Kaiserreich)
Die 12. Armee des Russischen Kaiserreichs war eine Armee, die während des Ersten Weltkrieges eingesetzt wurde. Die Armee wurde im Januar 1915 gegründet und 1917 aufgelöst.

## Geschichte
Das AOK 12 wurde Mitte Januar 1915 zur Verstärkung der Narew-Front gegenüber der deutschen Armeegruppe Gallwitz etabliert. Der Oberbefehlshaber General Plehwe verfügte über etwa 13 Infanterie- und 2. Kavalleriedivisionen:
- Am linken Flügel stand das II. Sibirische Armeekorps (Generalleutnant Sytschewski) zwischen Różan und Ostrolenka.
- Im Zentrum hielt das V. Armeekorps im Raum nordöstlich von Ostrolenka, rechts davon deckte das IV. Sibirische Armeekorps die Festung Lomscha.
- Am rechten Flügel deckte das Gardekorps (General der Kavallerie Besobrasow) und die 4. Kavalleriedivision den Narew-Abschnitt bis zur Festung Osowiec.

Im Februar 1915 griff der linke Flügel der 12. Armee zur Unterstützung der im Raum Przasnysz angegriffenen 1. Armee (unter General Alexander Litwinow) erfolgreich an. Ab 14. Juli 1915 war die Front durch die erfolgreiche deutsche Narew-Offensive unhaltbar. Nach dem Großen Rückzug etablierte sich das nach Osten zurückgezogene Armeeoberkommando 12 am nördlichsten Abschnitt der Ostfront. Die neuformierte 12. Armee unter General Gorbatowski übernahm die Dünalinie zwischen Riga und Friedrichstadt. 
Ende August 1915 unterstanden der 12. Armee das II., VI. und VII. Sibirische Korps mit etwa 8 Infanterie- und 2 Kavalleriedivisionen. Am linken Flügel nach Südosten schloss die 5. Armee zwischen Jakobstadt und Dünaburg an.
In den Schlachten an der Aa vom 5. bis 11. Januar 1917 (julianischer Kalender 23. bis 29. Dezember 1916) wurde durch die 12. Armee im Gebiet nördlich von Mitau eine Offensive gegen die Stellungen der deutschen 8. Armee angesetzt. Die Kämpfe wurden im Gebiet der Tirel-Sümpfe südlich des Babīte-Sees ausgetragen, das VI. Sibirische Armeekorps stand im Hauptkampffeld. Der angestrebte Durchbruch konnte nicht erreicht werden. 
Anfang September 1917 musste die 12. Armee nach der Schlacht um Riga die Hauptstadt Lettlands den deutschen Truppen überlassen.

## Kommandeure
- Pawel Adamowitsch von Plehwe (14. Januar 1915 – 8. Juni 1915)
- Alexei Jewgrafowitsch Tschurin (8. Juni 1915 – 20. August 1915)
- Wladimir Nikolajewitsch Gorbatowski (20. August 1915 – 20. März 1916)
- Radko Dimitriew (20. März 1916 – 20. Juli 1917)
- Dmitri Pawlowitsch Parski (20. Juli 1917 – 9. September 1917)
- Jakow Dawidowitsch Jusefowitsch (9. September – 19. November 1917)
- Wassili Fjodorowitsch Nowizki (November 1917)
- Dawid Konstantinowitsch Gunzadse (Ende November – Ende Dezember 1917)
- Kollegium (Dezember 1917 – April 1918)